# Weinähnliches Getränk
Als weinähnliches Getränk werden im deutschen Lebensmittelrecht durch alkoholische Gärung, jedoch nicht aus Weinbeeren hergestellte Getränke, wie zum Beispiel Obstweine oder Met, bezeichnet. Ausgangserzeugnisse sind Früchte aller Art, außerdem z. B. Rhabarberstängel, Malzauszüge oder Honig.

## Rechtliches
Weinähnliche Getränke fallen nicht unter das Weinrecht, sondern unter die allgemeinen Vorschriften des Lebensmittelrechts. Die Herstellung, Beschaffenheit und Bezeichnung dieser Erzeugnisse wird durch die Verordnung über alkoholhaltige Getränke, weinähnliche, perlweinähnliche und schaumweinähnliche Getränke und hieraus weiterverarbeitete alkoholhaltige Getränke (AGeV) geregelt.

„Damit eine Verwechslung mit Erzeugnissen des Weinrechts ausgeschlossen wird, dürfen weinähnliche Getränke als ‚…wein‘ nur mit solchen Wortverbindungen in den Verkehr gebracht werden, die die Ausgangsstoffe kennzeichnen, aus denen sie hergestellt sind, wie z. B. ‚Kirschwein‘ oder ‚Birnen-Schaumwein‘. Dagegen sind Bezeichnungen wie ‚Wein aus Kirschen‘ oder ‚Schaumwein aus Birnen‘ unzulässig. Ein Zusatz von Schwefeldioxid oder dessen Verbindungen zur Stabilisierung der Erzeugnisse ist üblich. Da dieser Stoff für manche Menschen unverträglich ist, muss ein Restgehalt von mehr als 10 mg/l kenntlich gemacht werden. Auf Fertigpackungen erfolgt dies meist in Form der sogenannten Allergenkennzeichnung ‚enthält Sulfite‘. Bei offen abgegebenen Erzeugnissen muss dagegen der Hinweis ‚geschwefelt‘ angebracht werden.“